# Haveluy
Haveluy és un municipi francès, situat a la regió dels Alts de França, al departament del Nord. L'any 2006 tenia 3.178 habitants. Limita al nord-est amb Bellaing, a l'est amb Oisy, al sud amb Denain i al nord-oest amb Wallers.

## Demografia
| 1962                                       | 1968  | 1975  | 1982  | 1990  | 1999  | 2006  |
| ------------------------------------------ | ----- | ----- | ----- | ----- | ----- | ----- |
| 3.943                                      | 3.998 | 3.616 | 3.266 | 3.046 | 3.084 | 3.178 |
| Des de 1962: població sense dobles comptes |       |       |       |       |       |       |

## Administració
| Període | Identitat      | Partit |
| ------- | -------------- | ------ |
| 2001-   | Bernard Ethuin | PCF    |